# Nederlandse poolexpeditie 1882-83
De Nederlandse poolexpeditie 1882-83 was een wetenschappelijke expeditie die binnen het kader van het eerste Internationale Pooljaar Port Dikson in Siberië zou bezoeken. Wegens zwaar ijs slaagde de expeditie onder leiding van dr. Maurits Snellen er niet in Dikson te bereiken maar werden waarnemingen gedaan op de bevroren Karazee. Na het zinken van het expeditieschip slaagden de bemanningsleden erin met sledes en sloepen over het ijs het vasteland te bereiken.

## Het eerste Internationale Pooljaar: Nederland doet mee
Toen rond 1875 de Oostenrijkse poolonderzoeker Karl Weyprecht een oproep deed tot internationaal gecoördineerd poolonderzoek was een vooraanstaand Nederlands meteoroloog erg geïnteresseerd. Zijn naam was Buys Ballot. Buys Ballot, directeur van het KNMI, wilde graag dat Nederland mee zou doen met het groepje landen dat elk een expeditie zou uitzenden om gedurende een jaar allerlei wetenschappelijke waarnemingen te doen. Dat ging niet zo gemakkelijk. Het was erg lastig om fondsen te vinden voor deze dure onderneming. Buys Ballot was echter een invloedrijk man en door hard lobbywerk kreeg hij het toch voor elkaar. De KNAW en kleinere burgerlijke genootschappen, zoals het Bataafs Genootschap voor Proefondervindelijke Wijsbegeerte te Rotterdam en het Koninklijk Nederlands Aardrijkskundig Genootschap (toen nog Aardrijkskundig Genootschap geheten) steunden de expeditie. Bovendien werd ook een private inzamelingsactie georganiseerd waar bijvoorbeeld prins Alexander en prins Hendrik een duit in het zakje deden. Toen de regering besloot de helft van de kosten te betalen, een bedrag van 30 000 gulden, kon de expeditie definitief doorgaan.

## De expeditie
Een wetenschappelijk equipe van vijf man werd samengesteld onder leiding van dr. Maurits Snellen. In Noorwegen werd de Varna gecharterd en op 5 juli 1882 vertrok dit stoomschip onder grote publieke aandacht uit Amsterdam. Het doel was port Dikson, aan de monding van de Jenisej, waar een onderzoeksstation zou worden opgericht. Dikson werd echter niet bereikt. Het expeditieschip kwam samen met het Deense schip Dymphna muurvast te zitten in het ijs van de zuidwestelijke Karazee. Het hele observatieprogramma werd, noodgedwongen, op het ijs uitgevoerd. Meteorologische gegevens als barometerstand, bewolking, en temperatuur maar ook oceanografische data als watertemperatuur en -diepte werden nauwkeurig bijgehouden. Dr. Ekama bouwde een donkere kamer in het onderzoeksstation 'Nieuw Holland' en maakte vele foto's.
Tijdens verschillende stormen verschoven de ijsplaten rondom de Varna en raakte het schip zwaar beschadigd. Gedurende de poolwinter werden meerdere nooddepots aangelegd en als het erg tekeer ging sliep de hele bemanning met hun kleren aan, klaar om het schip te verlaten. Uiteindelijk zou het schip pas in juli 1883 zinken, na een volle winter en lente vol waarnemingen. Na het vergaan van het schip vertrok het hele team, 23 man, voorzien van sledes en sloepen, naar het zuiden. Het doel was het Siberische vasteland te bereiken. Na een maand zwoegen kwamen ze aan bij het eiland Vaigatsj, waar ze een klein onbekend eilandje tegenkwamen en het vernoemden naar Buys Ballot. Op weg naar het Siberische vasteland werden ze opgepikt door het schip Louise en op 1 september keerden ze terug in de bewoonde wereld, in Hammerfest. Een maand later werden de expeditieleden enthousiast verwelkomd in Nederland.

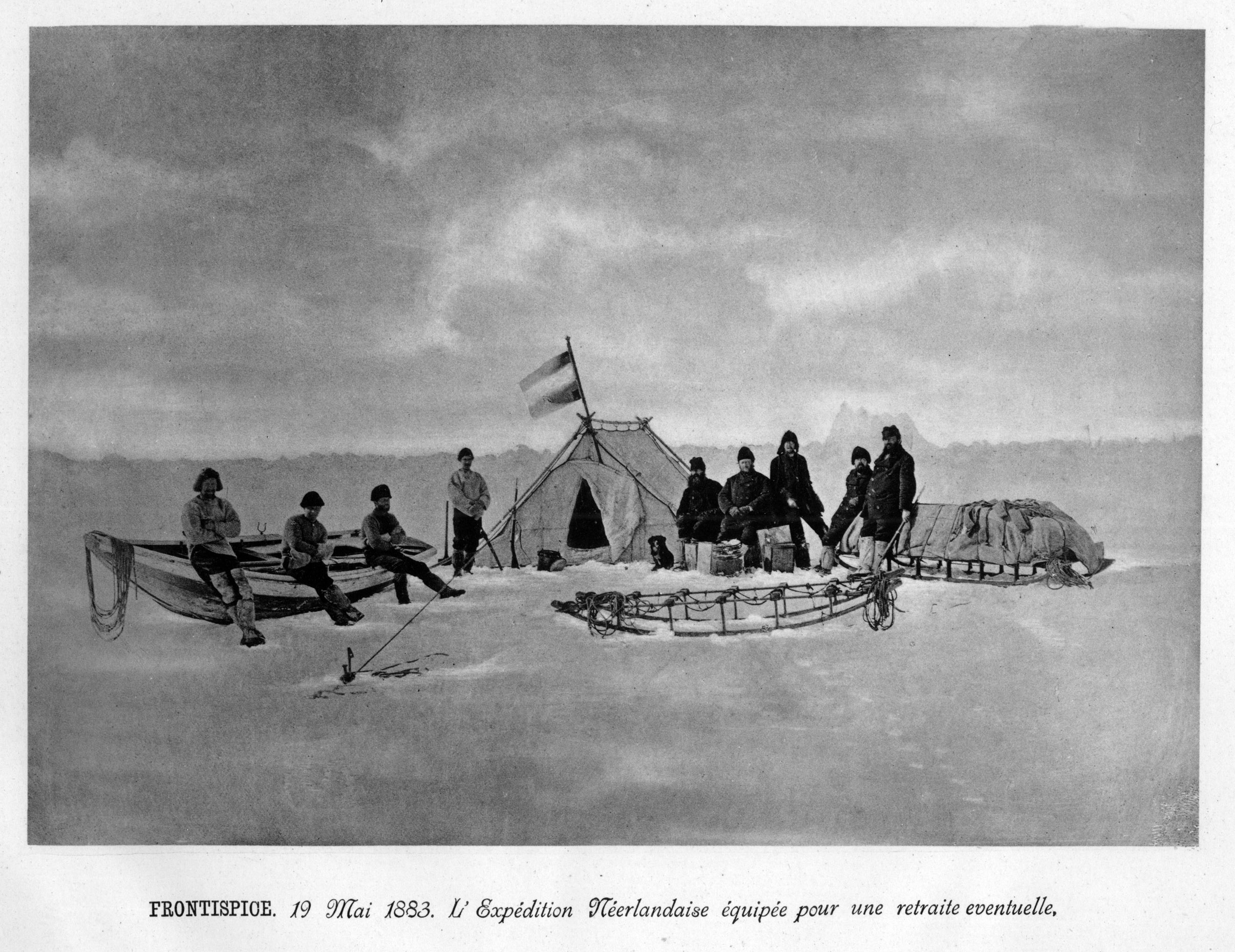
De Nederlandse poolexpeditie op het ijs

## Resultaten
Hoewel de expeditie niet de geplande bestemming bereikte, heeft ze toch veel wetenschappelijke waarnemingen kunnen doen. Sterker nog, door deze speling van het lot was de expeditie zelfs in staat heel mooie oceanografische data te verzamelen. En, wat toch wel een prestatie mag heten, al deze data zijn een maand lang over de bevroren Karazee gesjouwd. Ook zijn de vele foto's van Ekama bewaard en in Europa terechtgekomen. In 1910 volgde een wetenschappelijke publicatie van de verzamelde gegevens.
Tijdens de latere internationale pooljaren 1932/33, 1957/58 en 2007/09 speelde Nederland opnieuw een rol van betekenis.